# Evul Mediu Clasic

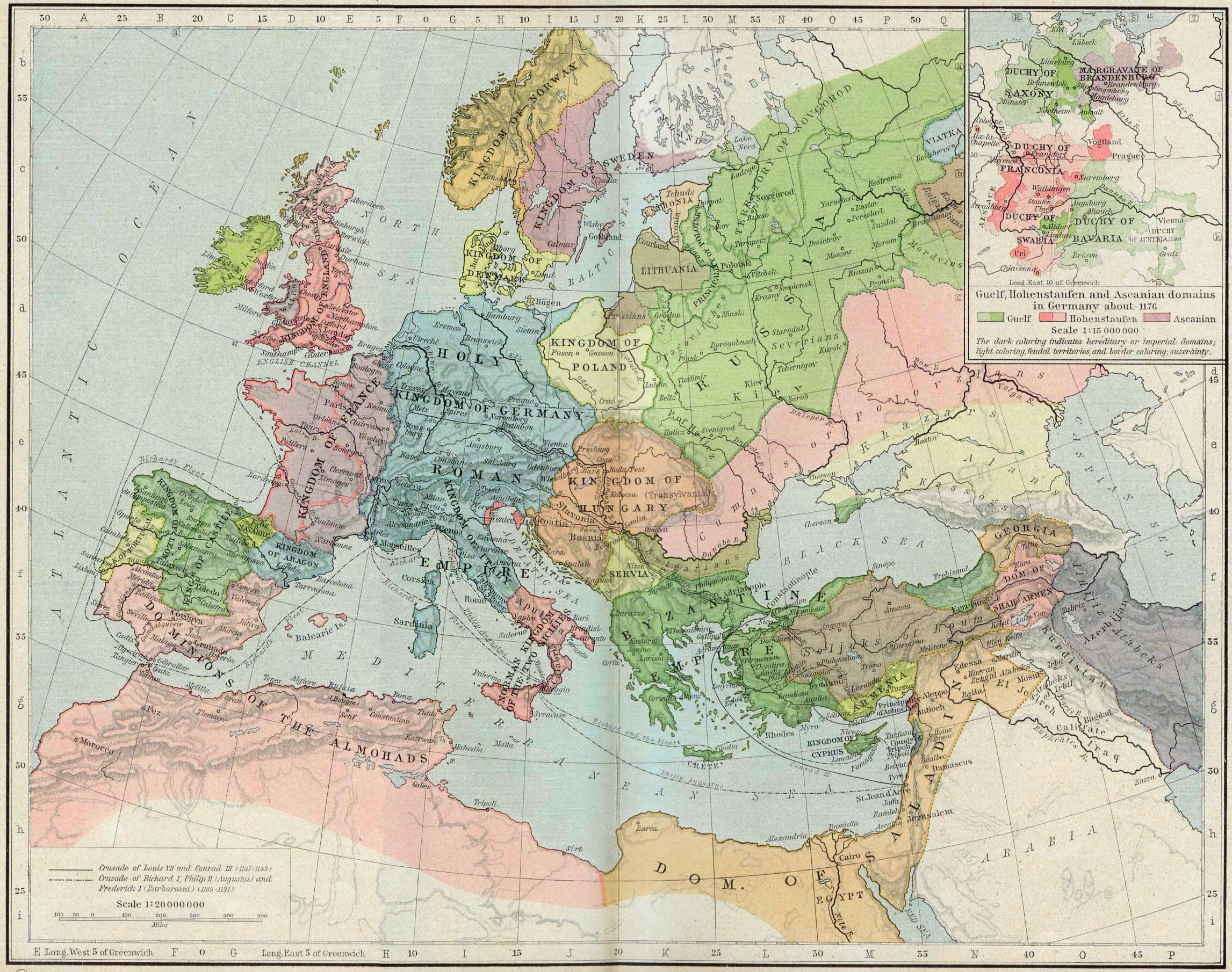
Europa în anul 1190

Evul Mediu clasic (în franceză Moyen Âge classique, în germană Hochmittelalter, în engleză High Middle Ages) a fost perioada de vârf a Evului Mediu european, perioadă datată între anul 1000 și Marea invazie mongolă din 1241. Reconstrucției europene de după marea invazie mongolă îi corespunde Evul Mediu târziu.